# Russkoye Porechnoye
Russkoye Porechnoye (en ruso: Русское Поречное) es un pueblo ruso perteneciente al óblast de Kursk. Situado en el suroeste del país, forma parte del distrito de Sudzha.
El pueblo se encuentra ocupado por Ucrania desde el 8 de agosto de 2024, en el marco de la Incursión ucraniana en el óblast de Kursk de agosto de 2024.

## Toponimia
Otro nombre de importancia local es Ruske Porichne (en ucraniano: Руське Порічне).

## Geografía
Russkoye Porechnoye está situado a orillas del río Sudzha, 16 km al noreste de Sudzha y 75 km al suroeste de Kursk. También se encuentra a 18 km de la frontera ruso-ucraniana.  

## Historia
El pueblo de Russkoye Porechnoye se conoce por fuentes escritas desde 1688 con el nombre de Porechnoye.
El 8 de agosto de 2024, el pueblo fue escenario de una incursión en la óblast de Kursk de las Fuerzas Armadas de Ucrania en el transcurso de la guerra ruso-ucraniana.El 15 de agosto, el gobierno ucraniano anunció la formación de una administración militar para brindar ayuda humanitaria a los civiles y mantener la ley y el orden, donde se integró a Russkoye Porechnoye.

## Demografía
La evolución demográfica de Russkoye Porechnoye entre 2002 y 2021 fue la siguiente:
| 355                            | 298 | 227 |
| (Fuente: Population of Russia) |     |     |